# Azize Diabaté Abdoulaye
Azize Diabaté, né le 16 février 2000 à Pierrefitte-sur-Seine, Seine-Saint-Denis, est un acteur franco-malien.
Il est notamment connu pour avoir joué dans le film La Cité rose et dans la série télévisée Les Bracelets rouges.

## Biographie

### Enfance
Né en 2000, Azize Diabaté Abdoulaye grandit en Seine-Saint-Denis avec sa mère et son beau-père, d'origine malienne, à Pierrefitte-sur-Seine.

### Carrière
En 2011, Azize Diabaté Abdoulaye est révélé dans le film La Cité rose de Julien Abraham, où il obtient un des rôles principaux, Aimé, dit Mitraillette. Le film est tourné au quartier des Poètes, où il réside, à Pierrefitte-sur-Seine. Pour le réalisateur, la concomitance entre le choix du casting et son lieu de résidence est « un pur hasard ».
En 2015, il joue la voix d'Adama dans le film Adama de Simon Rouby. Trois ans après, il interprète le rôle de Medhi, un jeune adolescent malade, dans Les Bracelets rouges, série télévisée qui connaît un net succès d'audience.
À l'automne 2019, il participe à la dixième saison de l'émission Danse avec les stars sur TF1, aux côtés de la danseuse Denitsa Ikonomova, et termine quatrième de la compétition.
Depuis le 2 novembre 2020, il joue le rôle de Enzo Lopez dans Ici tout commence, rôle qu'il joua auparavant dans Demain nous appartient.

## Filmographie

### Cinéma
Longs métrages
- 2012 : La Cité rose de Julien Abraham : Mitraillette
- 2015 : Adama de Simon Rouby : Adama (voix)
- 2015 : Je suis à vous tout de suite de Baya Kasmi : un copain de Donnadieu à 7 ans
- 2018 : Les Goûts et les Couleurs de Myriam Aziza : Lamine
- 2021 : Les Meilleures de Marion Desseigne-Ravel : Sidiki

Courts métrages
- 2015 : Maman(s) de Maïmouna Doucouré : Youssouf
- 2018 : Au revoir Paris ! de Coralie Majouga : Driss

### Télévision
séries télévisées
- 2016 : Thug Life : Aziz
- 2017 : Une famille formidable : Azize (épisode Les Petits Chefs)
- 2018 - 2024 : Les Bracelets rouges : Medhi Kamissoko
- 2019 : Alice Nevers  : Boccar (saison 17,épisode 7)
- Depuis 2020 : Stalk : Félix
- 2020 : Demain nous appartient : Joseph Diané aka Enzo Lopez (saison 4, épisodes 762 à 786)
- Depuis 2020 : Ici tout commence : Joseph Diané aka Enzo Lopez

Téléfilms
- 2015 : Le Family Show de Pascal Lahmani : Willy Clément

Emissions télévisées
- 2019 : Danse avec les stars (saison 10)